# Olympische Sommerspiele 2012/Teilnehmer (Indonesien)
| Gelbes Symbol für Goldmedaillen mit stilisierten Olympischen Ringen | Graues Symbol für Silbermedaillen mit stilisierten Olympischen Ringen | Braundes Symbol für Bronzemedaillen mit stilisierten Olympischen Ringen |
| ------------------------------------------------------------------- | --------------------------------------------------------------------- | ----------------------------------------------------------------------- |
| —                                                                   | 2                                                                     | 1                                                                       |

Indonesien nahm in London an den Olympischen Spielen 2012 teil.
Es war die insgesamt 14. Teilnahme an Olympischen Sommerspielen. Das Komite Olahraga Nasional Indonesia nominierte 21 Athleten in sieben Sportarten.

## Medaillengewinner
Mit zwei gewonnenen Silber- und einer Bronzemedaille belegte das indonesische Team Rang 60 im Medaillenspiegel.

### Silber
- Citra Febrianti: Gewichtheben, Federgewicht
- Triyatno: Gewichtheben, Leichtgewicht

### Bronze
- Eko Yuli Irawan: Gewichtheben, Federgewicht

## Teilnehmer nach Sportarten

### Badminton
| Athleten                       | Wettbewerb | Gruppenphase                                          | Gruppenphase                                                          | Gruppenphase | Gruppenphase | Achtelfinale | Achtelfinale      | Viertelfinale       | Viertelfinale      | Halbfinale         | Halbfinale                | Finale                    | Finale             | Rang |
| Athleten                       | Wettbewerb | Gegner                                                | Ergebnis                                                              | Punkte       | Rang         | Gegner       | Ergebnis          | Gegner              | Ergebnis           | Gegner             | Ergebnis                  | Gegner                    | Ergebnis           | Rang |
| ------------------------------ | ---------- | ----------------------------------------------------- | --------------------------------------------------------------------- | ------------ | ------------ | ------------ | ----------------- | ------------------- | ------------------ | ------------------ | ------------------------- | ------------------------- | ------------------ | ---- |
| Frauen                         |            |                                                       |                                                                       |              |              |              |                   |                     |                    |                    |                           |                           |                    |      |
| Adriyanti Firdasari            | Einzel     | P. Nedeltschewa A. Sajzawa                            | 2:0 (21:10, 21:15) 2:1 (21:10, 16:21, 21:14)                          | 4:1          | 1            | Wang X.      | 0:2 (15:21, 8:21) | nicht qualifiziert  | nicht qualifiziert | nicht qualifiziert | nicht qualifiziert        | nicht qualifiziert        | nicht qualifiziert | 9    |
| Meiliana Jauhari Greysia Polii | Doppel     | L. Choo R. Veeran M. Edwards A. Viljoen Ha J. Kim M.  | 2:1 (21:11, 20:22, 21:7) 2:0 (21:18, 21:10) 1:2 (21:18, 14:21, 12:21) | 5:3          | 2            | –            | –                 | DSQ                 | DSQ                | nicht qualifiziert | nicht qualifiziert        | nicht qualifiziert        | nicht qualifiziert | DSQ  |
| Männer                         |            |                                                       |                                                                       |              |              |              |                   |                     |                    |                    |                           |                           |                    |      |
| Taufik Hidayat                 | Einzel     | P. Koukal P. Abián                                    | 2:0 (21:8, 21:8) 2:0 (22:20, 21:11)                                   | 4:0          | 1            | Lin D.       | 0:2 (9:21, 12:21) | nicht qualifiziert  | nicht qualifiziert | nicht qualifiziert | nicht qualifiziert        | nicht qualifiziert        | nicht qualifiziert | 9    |
| Simon Santoso                  | Einzel     | R. Must M. Lahnsteiner                                | 2:0 (21:12, 21:8) 2:0 (21:11, 21:7)                                   | 4:0          | 1            | Lee C. W.    | 0:2 (9:21, 12:21) | nicht qualifiziert  | nicht qualifiziert | nicht qualifiziert | nicht qualifiziert        | nicht qualifiziert        | nicht qualifiziert | 9    |
| Mohammad Ahsan Bona Septano    | Doppel     | B. Isara M. Jongjit M. Łogosz A. Cwalina Ko S. Yoo Y. | 0:2 (11:21, 16:21) 2:0 (21:0, 21:0) 2:0 (24:22, 21:11)                | 4:2          | 2            | –            | –                 | Jung J. Lee Y.      | 0:2 (12:21, 16:21) | nicht qualifiziert | nicht qualifiziert        | nicht qualifiziert        | nicht qualifiziert | 5    |
| Mixed                          |            |                                                       |                                                                       |              |              |              |                   |                     |                    |                    |                           |                           |                    |      |
| Tontowi Ahmad Liliyana Natsir  | Doppel     | V. Diju J. Gutta Lee Y. Ha J. T. Laybourn K. R. Juhl  | 2:0 (21:16, 21:12) 2:0 (21:19, 21:12) 2:0 (24:22, 21:16)              | 6:0          | 1            | –            | –                 | M. Fuchs B. Michels | 2:0 (21:15, 21:9)  | Xu C. Ma J.        | 1:2 (23:21, 18:21, 12:21) | J. F. Nielsen C. Pedersen | 0:2 (12:21, 12:21) | 4    |

### Bogenschießen
| Athleten               | Wettbewerb | Qualifikation | Qualifikation | 1. Runde | 1. Runde | 2. Runde  | 2. Runde | Achtelfinale  | Achtelfinale | Viertelfinale      | Viertelfinale      | Halbfinale         | Halbfinale         | Finale             | Finale             | Rang |
| Athleten               | Wettbewerb | Ringe         | Rang          | Gegner   | Ergebnis | Gegner    | Ergebnis | Gegner        | Ergebnis     | Gegner             | Ergebnis           | Gegner             | Ergebnis           | Gegner             | Ergebnis           | Rang |
| ---------------------- | ---------- | ------------- | ------------- | -------- | -------- | --------- | -------- | ------------- | ------------ | ------------------ | ------------------ | ------------------ | ------------------ | ------------------ | ------------------ | ---- |
| Frauen                 |            |               |               |          |          |           |          |               |              |                    |                    |                    |                    |                    |                    |      |
| Ika Yuliana Rochmawati | Einzel     | 638           | 40            | Fang Y.  | 6:4      | A. Oliver | 7:1      | Xenija Perowa | 5:6          | nicht qualifiziert | nicht qualifiziert | nicht qualifiziert | nicht qualifiziert | nicht qualifiziert | nicht qualifiziert | 9    |

### Fechten
| Athleten         | Wettbewerb   | 1. Runde | 1. Runde | 2. Runde       | 2. Runde | Achtelfinale       | Achtelfinale       | Viertelfinale      | Viertelfinale      | Halbfinale         | Halbfinale         | Finale             | Finale             | Rang |
| Athleten         | Wettbewerb   | Gegner   | Ergebnis | Gegner         | Ergebnis | Gegner             | Ergebnis           | Gegner             | Ergebnis           | Gegner             | Ergebnis           | Gegner             | Ergebnis           | Rang |
| ---------------- | ------------ | -------- | -------- | -------------- | -------- | ------------------ | ------------------ | ------------------ | ------------------ | ------------------ | ------------------ | ------------------ | ------------------ | ---- |
| Frauen           |              |          |          |                |          |                    |                    |                    |                    |                    |                    |                    |                    |      |
| Diah Permatasari | Säbel Einzel | Freilos  | Freilos  | Mariel Zagunis | 7:15     | nicht qualifiziert | nicht qualifiziert | nicht qualifiziert | nicht qualifiziert | nicht qualifiziert | nicht qualifiziert | nicht qualifiziert | nicht qualifiziert | 17   |

### Gewichtheben
| Athleten        | Wettbewerb       | Reißen  | Reißen | Stoßen  | Stoßen | Zweikampf | Zweikampf | Rang   |
| Athleten        | Wettbewerb       | Gewicht | Rang   | Gewicht | Rang   | Gewicht   | Rang      | Rang   |
| --------------- | ---------------- | ------- | ------ | ------- | ------ | --------- | --------- | ------ |
| Frauen          |                  |         |        |         |        |           |           |        |
| Citra Febrianti | Klasse bis 53 kg | 91 kg   | 5      | 115 kg  | 4      | 206 kg    | 4         | 4      |
| Männer          |                  |         |        |         |        |           |           |        |
| Jadi Setiadi    | Klasse bis 56 kg | 127 kg  | 3      | 150 kg  | 7      | 277 kg    | 5         | 5      |
| Eko Yuli Irawan | Klasse bis 62 kg | 145 kg  | 2      | 172 kg  | 4      | 317 kg    | 3         | Bronze |
| Hasbi Muhamad   | Klasse bis 62 kg | 138 kg  | 6      | 163 kg  | 8      | 301 kg    | 7         | 7      |
| Deni            | Klasse bis 69 kg | 140 kg  | 13     | 171 kg  | 12     | 311 kg    | 12        | 12     |
| Triyatno        | Klasse bis 69 kg | 145 kg  | 9      | 188 kg  | 1      | 333 kg    | 2         | Silber |

### Judo
| Athleten          | Wettbewerb       | 1. Runde Round of 64 | 1. Runde Round of 64 | 2. Runde Round of 32 | 2. Runde Round of 32 | Achtelfinale Round of 16 | Achtelfinale Round of 16 | Viertelfinale Quarter Final | Viertelfinale Quarter Final | Hoffnungsrunde Halbfinale Repechage | Hoffnungsrunde Halbfinale Repechage | Halbfinale    | Halbfinale    | Hoffnungsrunde Finale Bronze Medal | Hoffnungsrunde Finale Bronze Medal | Finale        | Finale        | Rang |
| Athleten          | Wettbewerb       | Gegner               | Ergebnis             | Gegner               | Ergebnis             | Gegner                   | Ergebnis                 | Gegner                      | Ergebnis                    | Gegner                              | Ergebnis                            | Gegner        | Ergebnis      | Gegner                             | Ergebnis                           | Gegner        | Ergebnis      | Rang |
| ----------------- | ---------------- | -------------------- | -------------------- | -------------------- | -------------------- | ------------------------ | ------------------------ | --------------------------- | --------------------------- | ----------------------------------- | ----------------------------------- | ------------- | ------------- | ---------------------------------- | ---------------------------------- | ------------- | ------------- | ---- |
| Männer            |                  |                      |                      |                      |                      |                          |                          |                             |                             |                                     |                                     |               |               |                                    |                                    |               |               |      |
| Putu Wiradamungga | Klasse bis 81 kg | Freilos              | Freilos              | László Csoknyai      | 0001:0200            | ausgeschieden            | ausgeschieden            | ausgeschieden               | ausgeschieden               | ausgeschieden                       | ausgeschieden                       | ausgeschieden | ausgeschieden | ausgeschieden                      | ausgeschieden                      | ausgeschieden | ausgeschieden | 17   |

### Leichtathletik
Laufen und Gehen
| Athleten        | Wettbewerb | Vorlauf | Vorlauf | Halbfinale | Halbfinale | Finale    | Finale | Rang |
| Athleten        | Wettbewerb | Zeit    | Rang    | Zeit       | Rang       | Zeit      | Rang   | Rang |
| --------------- | ---------- | ------- | ------- | ---------- | ---------- | --------- | ------ | ---- |
| Frauen          |            |         |         |            |            |           |        |      |
| Triyaningsih    | Marathon   | –       | –       | –          | –          | 2:41:15 h | 84     | 84   |
| Männer          |            |         |         |            |            |           |        |      |
| Fernando Lumain | 100 m      | 10,90 s | 8       | –          | –          | –         | –      | 53   |

### Schießen
| Athleten           | Wettbewerb      | Qualifikation | Qualifikation | Finale | Finale | Ringe | Rang |
| Athleten           | Wettbewerb      | Ringe         | Rang          | Ringe  | Rang   | Ringe | Rang |
| ------------------ | --------------- | ------------- | ------------- | ------ | ------ | ----- | ---- |
| Frauen             |                 |               |               |        |        |       |      |
| Diaz Kusumawardani | Luftgewehr 10 m | 382           | 55            | –      | –      | 382   | 55   |

### Schwimmen
| Athleten         | Wettbewerb   | Vorlauf | Vorlauf | Halbfinale         | Halbfinale         | Finale             | Finale             | Rang |
| Athleten         | Wettbewerb   | Zeit    | Rang    | Zeit               | Rang               | Zeit               | Rang               | Rang |
| ---------------- | ------------ | ------- | ------- | ------------------ | ------------------ | ------------------ | ------------------ | ---- |
| Männer           |              |         |         |                    |                    |                    |                    |      |
| I Gede Sudartawa | 100 m Rücken | 55,99 s | 39      | nicht qualifiziert | nicht qualifiziert | nicht qualifiziert | nicht qualifiziert | 39   |